# Lindenau
Lindenau és una ciutat alemanya que pertany a l'estat de Brandenburg. Forma part de l'Amt Ortrand. És el municipi més occidental de Brandenburg. Limita al nord amb Tettau i Frauendorf, al sud amb Ortrand i Großkmehlen i a l'oest amb Großthiemig i Schraden, al districte d'Elbe-Elster.

## Demografia
| Població de Lindenau de 1875 a 2007 | Població de Lindenau de 1875 a 2007        | Població de Lindenau de 1875 a 2007 | Població de Lindenau de 1875 a 2007 | Població de Lindenau de 1875 a 2007 | Població de Lindenau de 1875 a 2007 | Població de Lindenau de 1875 a 2007 | Població de Lindenau de 1875 a 2007 | Població de Lindenau de 1875 a 2007 | Població de Lindenau de 1875 a 2007 | Població de Lindenau de 1875 a 2007 | Població de Lindenau de 1875 a 2007 | Població de Lindenau de 1875 a 2007 | Població de Lindenau de 1875 a 2007 |
| Any                                 | Població                                   | Any                                 | Població                            | Any                                 | Població                            | Any                                 | Població                            | Any                                 | Població                            | Any                                 | Població                            | Any                                 | Població                            |
| ----------------------------------- | ------------------------------------------ | ----------------------------------- | ----------------------------------- | ----------------------------------- | ----------------------------------- | ----------------------------------- | ----------------------------------- | ----------------------------------- | ----------------------------------- | ----------------------------------- | ----------------------------------- | ----------------------------------- | ----------------------------------- |
| 1777                                | 18 propietaris, 12 jardiners, 26 camperols | 1825                                | 536                                 | 1875                                | 450                                 | 1890                                | 480                                 | 1910                                | 600                                 | 1925                                | 663                                 | 1933                                | 670                                 |
| 1939                                | 690                                        | 1946                                | 867                                 | 1950                                | 909                                 | 1964                                | 1015                                | 1971                                | 1032                                | 1981                                | 876                                 | 1985                                | 880                                 |
| 1989                                | 888                                        | 1990                                | 887                                 | 1991                                | 864                                 | 1992                                | 889                                 | 1993                                | 895                                 | 1994                                | 889                                 | 1995                                | 873                                 |
| 1996                                | 853                                        | 1997                                | 826                                 | 1998                                | 819                                 | 1999                                | 816                                 | 2000                                | 800                                 | 2001                                | 789                                 | 2002                                | 792                                 |
| 2003                                | 775                                        | 2004                                | 783                                 | 2005                                | 773                                 | 2006                                | 757                                 | 2007                                | 757                                 |                                     |                                     |                                     |                                     |